# Championnat NCAA masculin de basket-ball 1955
Navigation
1954 1956
Le Championnat NCAA de basket-ball 1955 est la 17e édition du championnat universitaire américain de basket-ball. La compétition est remportée par les San Francisco Dons.

## Organisation du tournoi

### Villes hôtes
| \| New York Philadelphie Lexington Evanston El Reno Manhattan San Francisco Corvallis Kansas City \| Localisation des villes hôtes du tournoi final du championnat NCAA de basket-ball 1955 |
| New York Philadelphie Lexington Evanston El Reno Manhattan San Francisco Corvallis Kansas City                                                                                              |

Pour la troisième année consécutive et la sixième au total, le Municipal Auditorium de Kansas City, dans le Missouri, a accueilli le Final Four. Quatre nouveaux sites ont été utilisés lors du tournoi de 1955. Pour la première fois depuis le championnat national de 1939, le tournoi est revenu sur le campus de l'Université Northwestern, avec des matchs disputés au McGaw Memorial Hall, l'enceinte des Wildcats érigée trois ans auparavant.
| Tour        | Région     | Ville         | État         | Salle                 | Université hôte                      |
| ----------- | ---------- | ------------- | ------------ | --------------------- | ------------------------------------ |
| First Round | Est 1      | New York      | New York     | Madison Square Garden | Université de Saint John             |
| First Round | Est 2      | Lexington     | Kentucky     | Memorial Coliseum     | Université du Kentucky               |
| First Round | Ouest 1    | El Reno       | Oklahoma     | Thunderbird Coliseum  | El Reno HS (Univ. d'Oklahoma City)   |
| First Round | Ouest 2    | San Francisco | Californie   | Cow Palace            | Université de San Francisco          |
| Regionals   | Est 1      | Philadelphie  | Pennsylvanie | The Palestra          | Université Saint-Joseph              |
| Regionals   | Est 2      | Evanston      | Illinois     | McGaw Memorial Hall   | Université Northwestern              |
| Regionals   | Ouest 1    | Manhattan     | Kansas       | Ahearn Field House    | Université d'État du Kansas          |
| Regionals   | Ouest 2    | Corvallis     | Oregon       | Oregon State Coliseum | Université d'État de l'Oregon        |
| Final Four  | Final Four | Kansas City   | Missouri     | Municipal Auditorium  | Université du Missouri à Kansas City |

### Équipes qualifiées
24 équipes sont qualifiées.
| Université                         | Localisation                      | Équipe           | Manager             | Dernière participation | Qualification                                  | Saison régulière | Saison régulière |
| Université                         | Localisation                      | Équipe           | Manager             | Dernière participation | Qualification                                  | Conférence       | Total            |
| Est                                | Est                               | Est              | Est                 | Est                    | Est                                            | Est              | Est              |
| ---------------------------------- | --------------------------------- | ---------------- | ------------------- | ---------------------- | ---------------------------------------------- | ---------------- | ---------------- |
| Canisius College                   | Buffalo (New York)                | Golden Griffins  | Joseph Curran       | -                      | 2e de la WNYLTC                                | 2-2              | 18-7             |
| Université Duke                    | Durham (Caroline du Nord)         | Blue Devils      | Harold Bradley      | -                      | 2e de l'ACC                                    | 11-3             | 20-8             |
| Université de l'Iowa               | Iowa City (Iowa)                  | Hawkeyes         | Bucky O'Connor      | -                      | Vainqueur de la saison régulière de la B1G     | 11-3             | 19-7             |
| Université du Kentucky             | Lexington (Kentucky)              | Wildcats         | Adolph Rupp         | 1952                   | Vainqueur de la saison régulière de la SEC     | 12-2             | 23-3             |
| Université La Salle                | Philadelphie (Pennsylvanie)       | Explorers        | Ken Loeffler        | 1954                   | Indépendant                                    | Indépendant      | 26-5             |
| Université Marquette               | Milwaukee (Wisconsin)             | Golden Eagles    | Jack Nagle          | -                      | Indépendant                                    | Indépendant      | 24-3             |
| Université de Memphis              | Memphis (Tennessee)               | Tigers           | Eugene Lambert      | -                      | Indépendant                                    | Indépendant      | 17-5             |
| Université Miami                   | Oxford (Ohio)                     | Redhawks         | Bill Rohr           | 1953                   | Vainqueur de la saison régulière de la MAC     | 11-3             | 14-9             |
| Université d'État de Pennsylvanie  | -                                 | Nittany Lions    | John Egli           | 1954                   | Indépendant                                    | Indépendant      | 18-10            |
| Université de Princeton            | Princeton (New Jersey)            | Tigers           | Franklin Cappon     | 1952                   | Vainqueur de la saison régulière d'Ivy League  | 10-4             | 13-12            |
| Université Villanova               | Radnor Township (Pennsylvanie)    | Wildcats         | Alexander Severance | 1951                   | Indépendant                                    | Indépendant      | 18-10            |
| Université de Virginie-Occidentale | Morgantown (Virginie-Occidentale) | Mountaineers     | Fred Schaus         | -                      | Vainqueur de la SoCon                          | 9-1              | 19-11            |
| Williams College                   | Williamstown (Massachusetts)      | Ephs             | Alex Shaw           | -                      | Indépendant                                    | Indépendant      | 17-2             |
| Ouest                              |                                   |                  |                     |                        |                                                |                  |                  |
| Université Bradley                 | Peoria (Illinois)                 | Braves           | Bob Vanatta         | 1954                   | Indépendant                                    | Indépendant      | 9-20             |
| Université du Colorado             | Boulder (Colorado)                | Buffaloes        | Bebe Lee            | 1954                   | Vainqueur de la saison régulière du Big 7      | 11-1             | 19-6             |
| Université d'État de l'Idaho       | Pocatello (Idaho)                 | Bengals          | Steve Belko         | 1954                   | Indépendant                                    | Indépendant      | 18-8             |
| Université d'Oklahoma City         | Oklahoma City (Oklahoma)          | Stars            | Doyle Parrack       | 1954                   | Indépendant                                    | Indépendant      | 9-18             |
| Université d'État de l'Oregon      | Corvallis (Oregon)                | Beavers          | Slats Gill          | 1949                   | Vainqueur de la saison régulière de la PCC     | 15-1             | 22-8             |
| Université de San Francisco        | San Francisco (Californie)        | Dons             | Phil Woolpert       | -                      | Vainqueur de la saison régulière de la CBA     | 12-0             | 28-1             |
| Université de Seattle              | Seattle (Washington)              | Redhawks         | Al Brightman        | 1954                   | Indépendant                                    | Indépendant      | 22-7             |
| Université méthodiste du Sud       | Dallas (Texas)                    | Mustangs         | Doc Hayes           | -                      | Vainqueur de la saison régulière de SWC        | 9-3              | 15-10            |
| Université de Tulsa                | Tulsa (Oklahoma)                  | Golden Hurricane | Clarence Iba        | -                      | Vainqueur de la saison régulière de MVC        | 8-2              | 21-7             |
| Université de l'Utah               | Salt Lake City (Utah)             | Utes             | Jack Gardner        | 1945                   | Vainqueur de la saison régulière de MSAC       | 13-1             | 24-4             |
| Université de West Texas A&M       | Canyon (Texas)                    | Buffaloes        | Gus Miller          | -                      | Co-vainqueur de la saison régulière de la BIAA | 9-3              | 15-7             |

| Golden Griffins Blue Devils Hawkeyes Wildcats Explorers Golden Eagles Tigers Redhawks Nittany Lions Tigers Wildcats Mountaineers Ephs Braves Buffaloes Bengals Stars Beavers Dons Redhawks Mustangs Golden Hurricane Utes Buffaloes |

| - Est 1 | - Est 2 | - Ouest 1 | - Ouest 2 |

## Compétition

### Est 1
|  | Quarts de finale                        | Quarts de finale                        | Quarts de finale            | Quarts de finale            |                             |                             | Demi-finales | Demi-finales | Demi-finales                  | Demi-finales                  |                               |                               | Finale | Finale | Finale | Finale |
|  |                                         |                                         |                             |                             |                             |                             |              |              |                               |                               |                               |                               |        |        |        |        |
|  |                                         |                                         |                             |                             |                             |                             |              |              |                               |                               |                               |                               |        |        |        |        |
|  |                                         |                                         |                             |                             |                             |                             |              |              |                               |                               |                               |                               |        |        |        |        |
|  |                                         |                                         |                             |                             |                             |                             |              |              |                               |                               |                               |                               |        |        |        |        |
|  |                                         |                                         |                             |                             |                             |                             |              |              |                               |                               |                               |                               |        |        |        |        |
|  |                                         |                                         |                             |                             |                             |                             |              |              |                               |                               |                               |                               |        |        |        |        |
|  | Tigers de Princeton                     | Tigers de Princeton                     | 46                          | 46                          |                             |                             |              |              |                               |                               |                               |                               |        |        |        |        |
|  | Tigers de Princeton                     | Tigers de Princeton                     | 46                          | 46                          |                             |                             |              |              |                               |                               |                               |                               |        |        |        |        |
|  |                                         |                                         | Explorers de La Salle       | Explorers de La Salle       | 73                          | 73                          |              |              |                               |                               |                               |                               |        |        |        |        |
|  | Explorers de La Salle                   | Explorers de La Salle                   | Explorers de La Salle       | Explorers de La Salle       | 73                          | 73                          | 95           | 95           |                               |                               |                               |                               |        |        |        |        |
|  | Explorers de La Salle                   | Explorers de La Salle                   |                             |                             |                             |                             |              | 95           |                               |                               |                               |                               |        |        |        |        |
|  | Mountaineers de la Virginie-Occidentale | Mountaineers de la Virginie-Occidentale | 61                          | 61                          |                             |                             |              |              |                               |                               |                               |                               |        |        |        |        |
|  | Mountaineers de la Virginie-Occidentale | Mountaineers de la Virginie-Occidentale | 61                          | 61                          | Explorers de La Salle       | Explorers de La Salle       | 99           | 99           |                               |                               |                               |                               |        |        |        |        |
|  |                                         |                                         |                             |                             | Explorers de La Salle       | Explorers de La Salle       | 99           | 99           |                               |                               |                               |                               |        |        |        |        |
|  |                                         |                                         | Golden Griffins de Canisius | Golden Griffins de Canisius | 64                          | 64                          |              |              |                               |                               |                               |                               |        |        |        |        |
|  | Golden Griffins de Canisius             | Golden Griffins de Canisius             | Golden Griffins de Canisius | Golden Griffins de Canisius | 64                          | 64                          | 73           | 73           |                               |                               |                               |                               |        |        |        |        |
|  | Golden Griffins de Canisius             | Golden Griffins de Canisius             |                             |                             |                             |                             |              |              |                               |                               |                               |                               |        |        |        |        |
|  | Ephs de Williams                        | Ephs de Williams                        | 60                          | 60                          |                             |                             |              |              |                               |                               |                               |                               |        |        |        |        |
|  | Ephs de Williams                        | Ephs de Williams                        | 60                          | 60                          | Golden Griffins de Canisius | Golden Griffins de Canisius | 73           | 73           | Match pour la troisième place | Match pour la troisième place | Match pour la troisième place | Match pour la troisième place |        |        |        |        |
|  |                                         |                                         |                             |                             | Golden Griffins de Canisius | Golden Griffins de Canisius | 73           | 73           | Match pour la troisième place | Match pour la troisième place | Match pour la troisième place | Match pour la troisième place |        |        |        |        |
|  |                                         |                                         | Wildcats de Villanova       | Wildcats de Villanova       | 71                          | 71                          |              |              |                               |                               |                               |                               |        |        |        |        |
|  | Wildcats de Villanova                   | Wildcats de Villanova                   | Wildcats de Villanova       | Wildcats de Villanova       | 71                          | 71                          | 74           | 74           |                               |                               |                               |                               |        |        |        |        |
|  | Wildcats de Villanova                   | Wildcats de Villanova                   |                             |                             |                             |                             |              | 74           |                               |                               | Wildcats de Villanova         | Wildcats de Villanova         | 64     | 64     |        |        |
|  | Blue Devils de Duke                     | Blue Devils de Duke                     | 73                          | 73                          |                             |                             |              |              |                               |                               | Wildcats de Villanova         | Wildcats de Villanova         | 64     | 64     |        |        |
|  | Blue Devils de Duke                     | Blue Devils de Duke                     | 73                          | 73                          | Tigers de Princeton         | Tigers de Princeton         | 57           | 57           |                               |                               |                               |                               |        |        |        |        |
|  |                                         |                                         |                             |                             |                             |                             |              |              |                               |                               |                               |                               |        |        |        |        |

### Est 2
|  | Quarts de finale            | Quarts de finale            | Quarts de finale            | Quarts de finale            |                               |                               | Demi-finales                  | Demi-finales                  | Demi-finales | Demi-finales |                      |                      | Finale | Finale | Finale | Finale |
|  |                             |                             |                             |                             |                               |                               |                               |                               |              |              |                      |                      |        |        |        |        |
|  |                             |                             |                             |                             |                               |                               |                               |                               |              |              |                      |                      |        |        |        |        |
|  |                             |                             |                             |                             |                               |                               |                               |                               |              |              |                      |                      |        |        |        |        |
|  |                             |                             |                             |                             |                               |                               |                               |                               |              |              |                      |                      |        |        |        |        |
|  |                             |                             |                             |                             |                               |                               |                               |                               |              |              |                      |                      |        |        |        |        |
|  |                             |                             |                             |                             |                               |                               |                               |                               |              |              |                      |                      |        |        |        |        |
|  | Wildcats du Kentucky        | Wildcats du Kentucky        | 71                          | 71                          |                               |                               |                               |                               |              |              |                      |                      |        |        |        |        |
|  | Wildcats du Kentucky        | Wildcats du Kentucky        | 71                          | 71                          |                               |                               |                               |                               |              |              |                      |                      |        |        |        |        |
|  |                             |                             | Golden Eagles de Marquette  | Golden Eagles de Marquette  | 79                            | 79                            |                               |                               |              |              |                      |                      |        |        |        |        |
|  | Golden Eagles de Marquette  | Golden Eagles de Marquette  | Golden Eagles de Marquette  | Golden Eagles de Marquette  | 79                            | 79                            | 90                            | 90                            |              |              |                      |                      |        |        |        |        |
|  | Golden Eagles de Marquette  | Golden Eagles de Marquette  |                             |                             |                               |                               |                               | 90                            |              |              |                      |                      |        |        |        |        |
|  | Redhawks de Miami           | Redhawks de Miami           | 79                          | 79                          |                               |                               |                               |                               |              |              |                      |                      |        |        |        |        |
|  | Redhawks de Miami           | Redhawks de Miami           | 79                          | 79                          | Golden Eagles de Marquette    | Golden Eagles de Marquette    | 81                            | 81                            |              |              |                      |                      |        |        |        |        |
|  |                             |                             |                             |                             | Golden Eagles de Marquette    | Golden Eagles de Marquette    | 81                            | 81                            |              |              |                      |                      |        |        |        |        |
|  |                             |                             | Hawkeyes de l'Iowa          | Hawkeyes de l'Iowa          | 86                            | 86                            |                               |                               |              |              |                      |                      |        |        |        |        |
|  |                             |                             |                             |                             | 86                            | 86                            |                               |                               |              |              |                      |                      |        |        |        |        |
|  |                             |                             |                             |                             |                               |                               |                               |                               |              |              |                      |                      |        |        |        |        |
|  |                             |                             |                             |                             |                               |                               |                               |                               |              |              |                      |                      |        |        |        |        |
|  | Hawkeyes de l'Iowa          | Hawkeyes de l'Iowa          | 82                          | 82                          | Match pour la troisième place | Match pour la troisième place | Match pour la troisième place | Match pour la troisième place |              |              |                      |                      |        |        |        |        |
|  | Hawkeyes de l'Iowa          | Hawkeyes de l'Iowa          | 82                          | 82                          | Match pour la troisième place | Match pour la troisième place | Match pour la troisième place | Match pour la troisième place |              |              |                      |                      |        |        |        |        |
|  |                             |                             | Nittany Lions de Penn State | Nittany Lions de Penn State | 53                            | 53                            |                               |                               |              |              |                      |                      |        |        |        |        |
|  | Nittany Lions de Penn State | Nittany Lions de Penn State | Nittany Lions de Penn State | Nittany Lions de Penn State | 53                            | 53                            | 59                            | 59                            |              |              |                      |                      |        |        |        |        |
|  | Nittany Lions de Penn State | Nittany Lions de Penn State |                             |                             |                               |                               |                               | 59                            |              |              | Wildcats du Kentucky | Wildcats du Kentucky | 84     | 84     |        |        |
|  | Tigers de Memphis           | Tigers de Memphis           | 55                          | 55                          |                               |                               |                               |                               |              |              | Wildcats du Kentucky | Wildcats du Kentucky | 84     | 84     |        |        |
|  | Tigers de Memphis           | Tigers de Memphis           | 55                          | 55                          | Nittany Lions de Penn State   | Nittany Lions de Penn State   | 59                            | 59                            |              |              |                      |                      |        |        |        |        |
|  |                             |                             |                             |                             |                               |                               |                               |                               |              |              |                      |                      |        |        |        |        |

### Ouest 1
|  | Quarts de finale      | Quarts de finale      | Quarts de finale          | Quarts de finale          |                               |                               | Demi-finales                  | Demi-finales                  | Demi-finales              | Demi-finales |    |  | Finale | Finale | Finale | Finale |
|  |                       |                       |                           |                           |                               |                               |                               |                               |                           |              |    |  |        |        |        |        |
|  |                       |                       |                           |                           |                               |                               |                               |                               |                           |              |    |  |        |        |        |        |
|  |                       |                       |                           |                           |                               |                               |                               |                               |                           |              |    |  |        |        |        |        |
|  |                       |                       |                           |                           |                               |                               |                               |                               |                           |              |    |  |        |        |        |        |
|  |                       |                       |                           |                           |                               |                               |                               |                               |                           |              |    |  |        |        |        |        |
|  |                       |                       |                           |                           |                               |                               |                               |                               |                           |              |    |  |        |        |        |        |
|  | Mustangs de SMU       | Mustangs de SMU       | 79                        | 79                        |                               |                               |                               |                               |                           |              |    |  |        |        |        |        |
|  | Mustangs de SMU       | Mustangs de SMU       | 79                        | 79                        |                               |                               |                               |                               |                           |              |    |  |        |        |        |        |
|  |                       |                       | Braves de Bradley         | Braves de Bradley         | 81                            | 81                            |                               |                               |                           |              |    |  |        |        |        |        |
|  | Braves de Bradley     | Braves de Bradley     | Braves de Bradley         | Braves de Bradley         | 81                            | 81                            | 69                            | 69                            |                           |              |    |  |        |        |        |        |
|  | Braves de Bradley     | Braves de Bradley     |                           |                           |                               |                               |                               | 69                            |                           |              |    |  |        |        |        |        |
|  | Stars d'Oklahoma City | Stars d'Oklahoma City | 65                        | 65                        |                               |                               |                               |                               |                           |              |    |  |        |        |        |        |
|  | Stars d'Oklahoma City | Stars d'Oklahoma City | 65                        | 65                        | Braves de Bradley             | Braves de Bradley             | 81                            | 81                            |                           |              |    |  |        |        |        |        |
|  |                       |                       |                           |                           | Braves de Bradley             | Braves de Bradley             | 81                            | 81                            |                           |              |    |  |        |        |        |        |
|  |                       |                       | Buffaloes du Colorado     | Buffaloes du Colorado     | 93                            | 93                            |                               |                               |                           |              |    |  |        |        |        |        |
|  |                       |                       |                           |                           | 93                            | 93                            |                               |                               |                           |              |    |  |        |        |        |        |
|  |                       |                       |                           |                           |                               |                               |                               |                               |                           |              |    |  |        |        |        |        |
|  |                       |                       |                           |                           |                               |                               |                               |                               |                           |              |    |  |        |        |        |        |
|  | Buffaloes du Colorado | Buffaloes du Colorado | 69                        | 69                        | Match pour la troisième place | Match pour la troisième place | Match pour la troisième place | Match pour la troisième place |                           |              |    |  |        |        |        |        |
|  | Buffaloes du Colorado | Buffaloes du Colorado | 69                        | 69                        | Match pour la troisième place | Match pour la troisième place | Match pour la troisième place | Match pour la troisième place |                           |              |    |  |        |        |        |        |
|  |                       |                       | Golden Hurricane de Tulsa | Golden Hurricane de Tulsa | 59                            | 59                            |                               |                               |                           |              |    |  |        |        |        |        |
|  |                       |                       |                           |                           | 59                            | 59                            |                               |                               |                           |              |    |  |        |        |        |        |
|  |                       |                       |                           |                           |                               |                               |                               | Golden Hurricane de Tulsa     | Golden Hurricane de Tulsa | 68           | 68 |  |        |        |        |        |
|  |                       |                       |                           |                           |                               |                               |                               | Golden Hurricane de Tulsa     | Golden Hurricane de Tulsa | 68           | 68 |  |        |        |        |        |
|  | Mustangs de SMU       | Mustangs de SMU       | 67                        | 67                        |                               |                               |                               |                               |                           |              |    |  |        |        |        |        |
|  |                       |                       |                           |                           |                               |                               |                               |                               |                           |              |    |  |        |        |        |        |

### Ouest 2
|  | Quarts de finale            | Quarts de finale            | Quarts de finale      | Quarts de finale      |                               |                               | Demi-finales                  | Demi-finales                  | Demi-finales | Demi-finales |                |                | Finale | Finale | Finale | Finale |
|  |                             |                             |                       |                       |                               |                               |                               |                               |              |              |                |                |        |        |        |        |
|  |                             |                             |                       |                       |                               |                               |                               |                               |              |              |                |                |        |        |        |        |
|  |                             |                             |                       |                       |                               |                               |                               |                               |              |              |                |                |        |        |        |        |
|  |                             |                             |                       |                       |                               |                               |                               |                               |              |              |                |                |        |        |        |        |
|  |                             |                             |                       |                       |                               |                               |                               |                               |              |              |                |                |        |        |        |        |
|  |                             |                             |                       |                       |                               |                               |                               |                               |              |              |                |                |        |        |        |        |
|  | Beavers d'Oregon State      | Beavers d'Oregon State      | 83                    | 83                    |                               |                               |                               |                               |              |              |                |                |        |        |        |        |
|  | Beavers d'Oregon State      | Beavers d'Oregon State      | 83                    | 83                    |                               |                               |                               |                               |              |              |                |                |        |        |        |        |
|  |                             |                             | Redhawks de Seattle   | Redhawks de Seattle   | 71                            | 71                            |                               |                               |              |              |                |                |        |        |        |        |
|  | Redhawks de Seattle         | Redhawks de Seattle         | Redhawks de Seattle   | Redhawks de Seattle   | 71                            | 71                            | 80                            | 80                            |              |              |                |                |        |        |        |        |
|  | Redhawks de Seattle         | Redhawks de Seattle         |                       |                       |                               |                               |                               | 80                            |              |              |                |                |        |        |        |        |
|  | Bengals d'Idaho State       | Bengals d'Idaho State       | 63                    | 63                    |                               |                               |                               |                               |              |              |                |                |        |        |        |        |
|  | Bengals d'Idaho State       | Bengals d'Idaho State       | 63                    | 63                    | Beavers d'Oregon State        | Beavers d'Oregon State        | 56                            | 56                            |              |              |                |                |        |        |        |        |
|  |                             |                             |                       |                       | Beavers d'Oregon State        | Beavers d'Oregon State        | 56                            | 56                            |              |              |                |                |        |        |        |        |
|  |                             |                             | Dons de San Francisco | Dons de San Francisco | 57                            | 57                            |                               |                               |              |              |                |                |        |        |        |        |
|  |                             |                             |                       |                       | 57                            | 57                            |                               |                               |              |              |                |                |        |        |        |        |
|  |                             |                             |                       |                       |                               |                               |                               |                               |              |              |                |                |        |        |        |        |
|  |                             |                             |                       |                       |                               |                               |                               |                               |              |              |                |                |        |        |        |        |
|  | Utes de l'Utah              | Utes de l'Utah              | 59                    | 59                    | Match pour la troisième place | Match pour la troisième place | Match pour la troisième place | Match pour la troisième place |              |              |                |                |        |        |        |        |
|  | Utes de l'Utah              | Utes de l'Utah              | 59                    | 59                    | Match pour la troisième place | Match pour la troisième place | Match pour la troisième place | Match pour la troisième place |              |              |                |                |        |        |        |        |
|  |                             |                             | Dons de San Francisco | Dons de San Francisco | 78                            | 78                            |                               |                               |              |              |                |                |        |        |        |        |
|  | Dons de San Francisco       | Dons de San Francisco       | Dons de San Francisco | Dons de San Francisco | 78                            | 78                            | 89                            | 89                            |              |              |                |                |        |        |        |        |
|  | Dons de San Francisco       | Dons de San Francisco       |                       |                       |                               |                               |                               | 89                            |              |              | Utes de l'Utah | Utes de l'Utah | 108    | 108    |        |        |
|  | Buffaloes de West Texas A&M | Buffaloes de West Texas A&M | 66                    | 66                    |                               |                               |                               |                               |              |              | Utes de l'Utah | Utes de l'Utah | 108    | 108    |        |        |
|  | Buffaloes de West Texas A&M | Buffaloes de West Texas A&M | 66                    | 66                    | Redhawks de Seattle           | Redhawks de Seattle           | 85                            | 85                            |              |              |                |                |        |        |        |        |
|  |                             |                             |                       |                       |                               |                               |                               |                               |              |              |                |                |        |        |        |        |

### Final Four
|  | Demi-finales          | Demi-finales          | Demi-finales          | Demi-finales          |                               |                       | Finale | Finale | Finale | Finale |
|  |                       |                       |                       |                       |                               |                       |        |        |        |        |
|  |                       |                       |                       |                       |                               |                       |        |        |        |        |
|  | Hawkeyes de l'Iowa    | Hawkeyes de l'Iowa    | 73                    | 73                    |                               |                       |        |        |        |        |
|  | Hawkeyes de l'Iowa    | Hawkeyes de l'Iowa    | 73                    | 73                    |                               |                       |        |        |        |        |
|  | Explorers de La Salle | Explorers de La Salle | 76                    | 76                    |                               |                       |        |        |        |        |
|  | Explorers de La Salle | Explorers de La Salle | 76                    | 76                    | Explorers de La Salle         | Explorers de La Salle | 63     | 63     |        |        |
|  |                       |                       |                       |                       | Explorers de La Salle         | Explorers de La Salle | 63     | 63     |        |        |
|  |                       |                       | Dons de San Francisco | Dons de San Francisco | 77                            | 77                    |        |        |        |        |
|  | Buffaloes du Colorado | Buffaloes du Colorado | Dons de San Francisco | Dons de San Francisco | 77                            | 77                    | 50     | 50     |        |        |
|  | Buffaloes du Colorado | Buffaloes du Colorado |                       |                       |                               |                       |        | 50     |        |        |
|  | Dons de San Francisco | Dons de San Francisco | 62                    | 62                    |                               |                       |        |        |        |        |
|  | Dons de San Francisco | Dons de San Francisco | 62                    | 62                    | Match pour la troisième place |                       |        |        |        |        |
|  |                       |                       |                       |                       |                               |                       |        |        |        |        |
|  |                       |                       |                       |                       |                               |                       |        |        |        |        |
|  | Hawkeyes de l'Iowa    | Hawkeyes de l'Iowa    | 54                    | 54                    |                               |                       |        |        |        |        |
|  | Hawkeyes de l'Iowa    | Hawkeyes de l'Iowa    | 54                    | 54                    |                               |                       |        |        |        |        |
|  | Buffaloes du Colorado | Buffaloes du Colorado | 75                    | 75                    |                               |                       |        |        |        |        |
|  | Buffaloes du Colorado | Buffaloes du Colorado | 75                    | 75                    |                               |                       |        |        |        |        |

## Récompenses

### Récompenses individuelles
- NCAA Tournament Most Outstanding Player :  Bill Russell (Dons de San Francisco)
- UPI College Football Player of the Year :  Tom Gola (Explorers de La Salle)
- Helms Foundation Player of the Year :  Bill Russell (Dons de San Francisco)
- NIT Most Valuable Player :  Maurice Stokes (Red Flash de Saint Francis)
- Premier et deuxième cinq majeurs :

| Meilleur cinq majeur de NCAA | Meilleur cinq majeur de NCAA | Meilleur cinq majeur de NCAA | Deuxième cinq majeur de NCAA | Deuxième cinq majeur de NCAA | Deuxième cinq majeur de NCAA     |
| Position                     | Joueur                       | Équipe                       | Position                     | Joueur                       | Équipe                           |
| ---------------------------- | ---------------------------- | ---------------------------- | ---------------------------- | ---------------------------- | -------------------------------- |
| Meneur                       | Dick Garmaker                | Golden Gophers du Minnesota  | Meneur                       | Robin Freeman                | Buckeyes d'Ohio State            |
| Arrière                      | Sihugo Green                 | Dukes de Duquesne            | Arrière                      | Darrell Floyd                | Paladins de Furman               |
| Ailier                       | Tom Gola                     | Explorers de La Salle        | Ailier                       | Ronnie Shavlik               | Wolfpack de North Carolina State |
| Ailier fort                  | Dick Ricketts                | Dukes de Duquesne            | Ailier fort                  | Dick Hemric                  | Demon Deacons de Wake Forest     |
| Pivot                        | Bill Russell                 | Dons de San Francisco        | Pivot                        | Don Schlundt                 | Hoosiers de l'Indiana            |